# Abierto Mexicano de Tenis 2001 - Qualificazioni singolare maschile
Le qualificazioni del singolare maschile dell'Abierto Mexicano de Tenis 2001 sono state un torneo di tennis preliminare per accedere alla fase finale della manifestazione. I vincitori dell'ultimo turno sono entrati di diritto nel tabellone principale. In caso di ritiro di uno o più giocatori aventi diritto a questi sono subentrati i lucky loser, ossia i giocatori che hanno perso nell'ultimo turno ma che avevano una classifica più alta rispetto agli altri partecipanti che avevano comunque perso nel turno finale.
Le qualificazioni del torneo di doppio prevedevano 16 partecipanti di cui 4 sono entrati nel tabellone principale.

## Teste di serie
1. Tommy Robredo (primo turno)
2. Alexandre Simoni (ultimo turno)
3. Markus Hipfl (ultimo turno)
4. Juan Antonio Marín (ultimo turno)

1. Oscar Serrano-Gamez (primo turno)
2. Luis Horna (Qualificato)
3. Christian Ruud (Qualificato)
4. Martín Rodríguez (Qualificato)

## Qualificati
1. Guillermo Cañas
2. Luis Horna

1. Martín Rodríguez
2. Christian Ruud

## Tabellone

### Legenda
| - Q = Qualificato - WC = Wild card - LL = Lucky loser | - ALT = Alternate - SE = Special Exempt - PR = Protected Ranking | - w/o = Walkover - r = Ritirato - d = Squalificato |

1. Alexandre Simoni

### Sezione 1
|  | Primo turno | Primo turno         | Primo turno         | Primo turno | Primo turno |  |  | Ultimo turno    | Ultimo turno    | Ultimo turno    | Ultimo turno | Ultimo turno |  |
|  |             |                     |                     |             |             |  |  |                 |                 |                 |              |              |  |
|  |             | Solon Peppas        | 7                   | 63          | 6           |  |  |                 |                 |                 |              |              |  |
|  | 1           | Tommy Robredo       | 5                   | 7           | 3           |  |  | Solon Peppas    | Solon Peppas    | Solon Peppas    | 3            | 4            |  |
|  |             | Guillermo Cañas     | Guillermo Cañas     | 7           | 6           |  |  | Guillermo Cañas | Guillermo Cañas | Guillermo Cañas | 6            | 6            |  |
|  | 5           | Oscar Serrano-Gamez | Oscar Serrano-Gamez | 63          | 1           |  |  |                 |                 |                 |              |              |  |

### Sezione 2
|  | Primo turno | Primo turno      | Primo turno    | Primo turno | Primo turno |  |  | Ultimo turno | Ultimo turno     | Ultimo turno     | Ultimo turno | Ultimo turno |  |
|  |             |                  |                |             |             |  |  |              |                  |                  |              |              |  |
|  | 2           | Alexandre Simoni | 7              | 6           | 6           |  |  |              |                  |                  |              |              |  |
|  |             | David Nalbandian | 68             | 7           | 3           |  |  | 2            | Alexandre Simoni | Alexandre Simoni | 62           | 4            |  |
|  | 6           | Luis Horna       | Luis Horna     | 6           | 6           |  |  | 6            | Luis Horna       | Luis Horna       | 7            | 6            |  |
|  |             | Marcelo Amador   | Marcelo Amador | 2           | 2           |  |  |              |                  |                  |              |              |  |

### Sezione 3
|  | Primo turno | Primo turno      | Primo turno      | Primo turno | Primo turno |  |  | Ultimo turno | Ultimo turno     | Ultimo turno | Ultimo turno | Ultimo turno |  |
|  |             |                  |                  |             |             |  |  |              |                  |              |              |              |  |
|  | 3           | Markus Hipfl     | Markus Hipfl     | 7           | 7           |  |  |              |                  |              |              |              |  |
|  |             | Gastón Etlis     | Gastón Etlis     | 64          | 68          |  |  | 3            | Markus Hipfl     | 7            | 4            | 4            |  |
|  | 8           | Martín Rodríguez | Martín Rodríguez | 6           | 6           |  |  | 8            | Martín Rodríguez | 6            | 6            | 6            |  |
|  |             | Álex López Morón | Álex López Morón | 4           | 2           |  |  |              |                  |              |              |              |  |

### Sezione 4
|  | Primo turno | Primo turno        | Primo turno        | Primo turno | Primo turno |  |  | Ultimo turno | Ultimo turno       | Ultimo turno       | Ultimo turno | Ultimo turno |  |
|  |             |                    |                    |             |             |  |  |              |                    |                    |              |              |  |
|  | 4           | Juan Antonio Marín | Juan Antonio Marín | 7           | 7           |  |  |              |                    |                    |              |              |  |
|  |             | Feliciano López    | Feliciano López    | 5           | 5           |  |  | 4            | Juan Antonio Marín | Juan Antonio Marín | 3            | 2            |  |
|  | 7           | Christian Ruud     | Christian Ruud     | 6           | 6           |  |  | 7            | Christian Ruud     | Christian Ruud     | 6            | 6            |  |
|  |             | Nicolas Coutelot   | Nicolas Coutelot   | 1           | 4           |  |  |              |                    |                    |              |              |  |